# Macolias
Los Macolias fueron una de las tribus guachichiles con más extensión territorial, eran aliados naturalmente de los Samúes, con quienes estaban muy relacionados. Habitaban la franja oriental de la frontera guachichil llegando hasta el río Panuco. Tomaron su nombre del término de como denominaban a sus gobernantes, a quienes llamaban "Makolia". Fueron evangelizados por el Fray Bernardo Cozín, quien con ayuda de sus doce pilhuanes y los naturales construyeron la iglesia de San Lorenzo junto a una laguna, en esta iglesia fueron también evangelizados los del Dominio de Guazcama.

## Historia
Con la irrupción de grupos bárbaros de Coahuiltecos y Tamaulitecos por el delta del Río Bravo hacia el siglo IX, los pueblos Tabultecos, habitantes de las serranías de Real de Catorce y alrededores, empezaron a emigrar hacia la planicie, donde los habitantes del desierto (al noroeste) y los guamares (al sur) habitaban. Entonces sucedió que alrededores de los siglos posteriores gradualmente los Tabultecos ocuparon toda la planicie, incluyendo todo el Tunal grande, las salinas, hasta muy al oeste, cerca de la actual frontera entre Zacatecas y Durango.
Hacia el siglo XI irrumpieron las tribus zacatecas por el norte dividiendo a los Tabultecos en dos fragmentos, unos (los huicholes) al oeste y los otros (los guachichiles) al este (Concretado en el siglo XIII), los guachichiles entonces en un principio quedaron divididos en clanes que con el paso del tiempo fueron ocupando los diversos territorios que los españoles conocieron de propiedad guachichil.
Los guachichiles como unidad diferenciada apareció según las investigaciones alrededor del siglo XV, cuando se fragmentaron a partir del Dominio de Xale, en el Tunal Grande y se asentaron más al oriente, en la frontera norte de la huasteca buscando zonas más húmedas para habitar.
En las fuentes históricas todos sus líderes políticos se llaman Macolia, por lo que hizo pensar a historiadores que era un título de nobleza y no el nombre de un gobernante en particular.

## Política
Se sabe poco a cerca de su política, a sus gobernantes se les llamaba Makolia, al estado independiente que confomaban se le llamaba Dominio de Macolia (En nahuatl: Makolia axkayotl), sin embargo no era un estado con fronteras delimitadas, sino que su territorio se determinaba por el espacio que ocupaban cada una de sus aldeas.